# Pennington County (Minnesota)
Pennington County is een county in de Amerikaanse staat Minnesota.
De county heeft een landoppervlakte van 1.597 km² en telt 13.584 inwoners (volkstelling 2000). De hoofdplaats is Thief River Falls.